# Merrilliodendron megacarpum
Merrilliodendron megacarpum är en järneksväxtart som först beskrevs av William Botting Hemsley, och fick sitt nu gällande namn av Herman Otto Sleumer. Merrilliodendron megacarpum ingår i släktet Merrilliodendron och familjen Stemonuraceae. Inga underarter finns listade i Catalogue of Life.